# Fußball in Paris

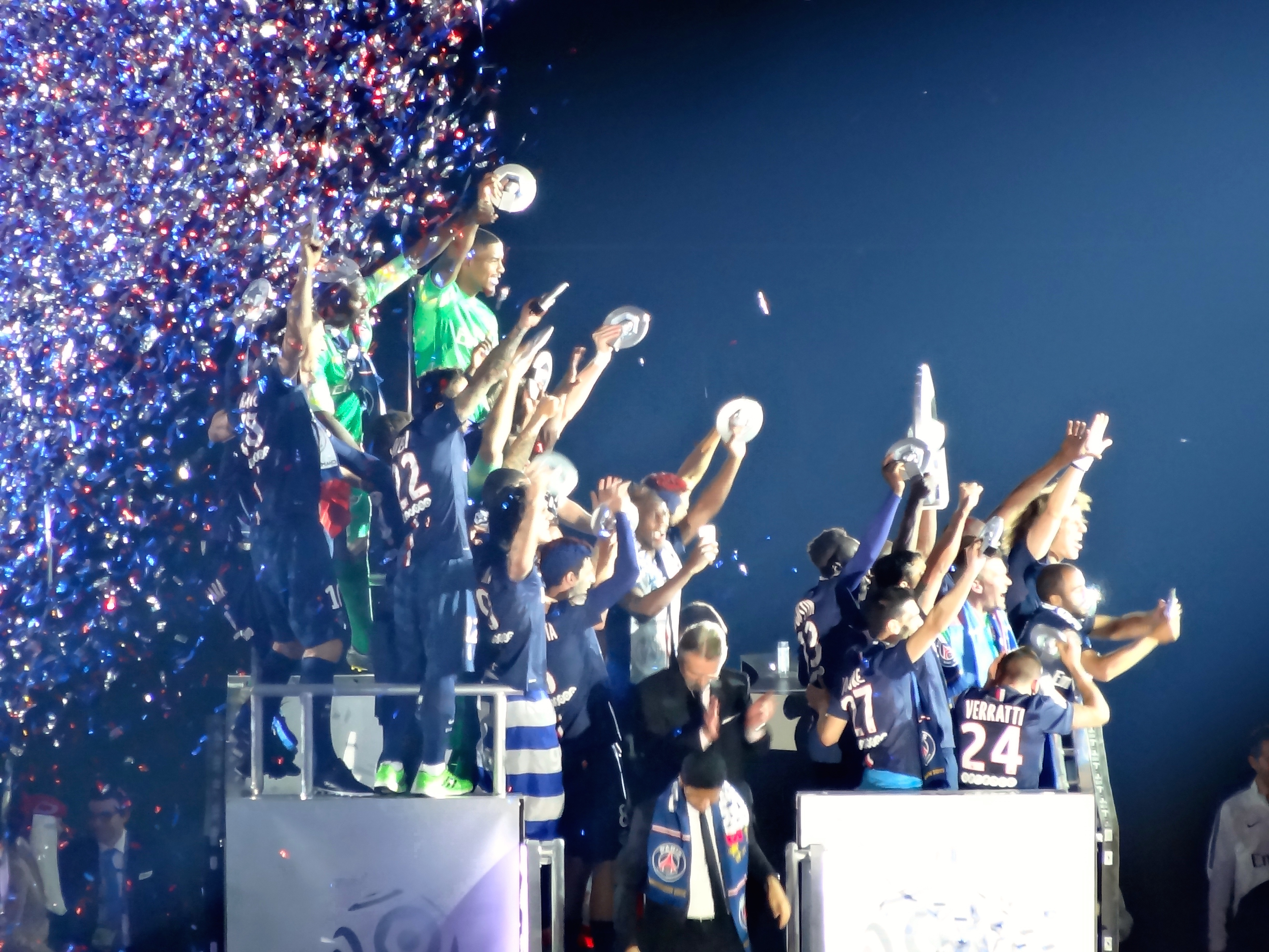
Die Mannschaft des PSG feiert ihren Titelhattrick am Ende der Saison 2014/15

Die Anfänge des Fußballs in Paris liegen im westlichen Gebiet der französischen Hauptstadt. Das Spiel entwickelte sich insbesondere im und um das 16. Arrondissement, in dem sich unter anderem der Parc des Princes (bereits 1897 eröffnet, diente es früher als Heimspielstätte von Stade Français und zeitweise des Racing Club sowie heute des Paris Saint-Germain FC) und das unmittelbar benachbarte Stade Jean-Bouin (ursprüngliche Heimspielstätte des CASG) befinden. Nicht von ungefähr ist das am Rande des Bois de Boulogne gelegene 16. Arrondissement der nobelste Pariser Bezirk, was wiederum verdeutlicht, dass der Fußball in der französischen Hauptstadt anfangs den besseren Kreisen vorbehalten war.

## Weitere Vereine im 16. Arrondissement
Weitere historisch bedeutsame Vereine, die zumindest zeitweise im 16. Arrondissement beheimatet waren, sind der Standard AC (der 1892 von in Paris lebenden Briten gegründete Verein gilt als einer der Fußballpioniere Frankreichs und gewann 1894 die erstmals ausgetragene Stadtmeisterschaft von Paris) und Étoile des Deux Lacs (der nach den beiden Weihern im Bois de Boulogne benannte Verein entstand 1898 innerhalb der katholischen Kirchengemeinde Saint-Honoré-d'Eylau und gewann vor dem Ersten Weltkrieg mehrfach die Meisterschaft des katholischen Fußballverbandes FGSPF).

## Wie alles begann

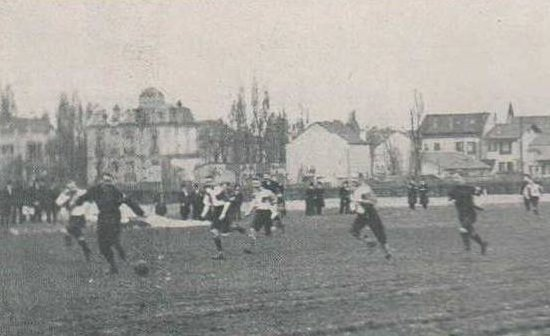
Szene aus einem Spiel der White Rovers gegen eine deutsche Auswahl (1898)

Der bereits erwähnte Standard AC war der erste große Fußballpionier in der französischen Hauptstadt, denn er gewann die 1894 erstmals ausgetragene Stadtmeisterschaft von Paris und konnte den Titel im folgenden Jahr erfolgreich verteidigen. Drei weitere Erfolge stellten sich In den Jahren 1897, 1898 und 1901 ein. Seine Spielstätte befand sich zu jener Zeit im Bois de Boulogne, unweit der Porte Dauphine. 1922 verzog der Verein in den südwestlich von Paris gelegenen Vorort Meudon.
Ein weiterer Pionier des Hauptstadtfußballs und ein ernstzunehmender Konkurrent für Standard war die 1891 ebenfalls von Briten gegründete Mannschaft der White Rovers, die bei den ersten vier Austragungen der Hauptstadtmeisterschaft (1894 bis 1897) jeweils die Vizemeisterschaft errang. Anschließend ging es mit dem im nördlich des Bois de Boulogne gelegenen Vorort Courbevoie beheimateten Vereins jedoch rasant bergab und bereits 1899 folgte seine Auflösung.
Die britische Dominanz innerhalb dieser beiden Vereine, die jedoch allen Nationen offenstanden, rief eine französische Reaktion hervor, die 1892 in der Gründung des Club Français mündete. Dieser Verein, der nur Franzosen offenstand, war von Schülern des im 8. Arrondissement gelegenen Collège Chaptal und des im 16. Arrondissement gelegenen Lyzeums Janson de Sailly ins Leben gerufen worden. Der Club Français gehörte, ebenso wie die zuvor genannten Clubs Standard und White Rovers, zu den Gründungsmitgliedern der Hauptstadtliga und gewann die Hauptstadtmeisterschaft in den Jahren 1896, 1899, 1900 sowie 1918 die Meisterschaft des Verbandes LFA. Außerdem war der Club Français erster Seriensieger des 1897 erstmals ausgetragenen Coupe Manier (1897, 1898, 1899, 1900, 1901 und 1903). Ebenso vertrat der Verein Frankreich beim olympischen Fußballturnier 1900. Nach dem Pokalsieg von 1931 gehörte der Verein 1932 zu den Gründungsmitgliedern der französischen Profiliga, zog sich allerdings schon bald aus dem Profifußball zurück und löste sich 1940 auf.

## Die Verbreitung des Fußballs in Paris

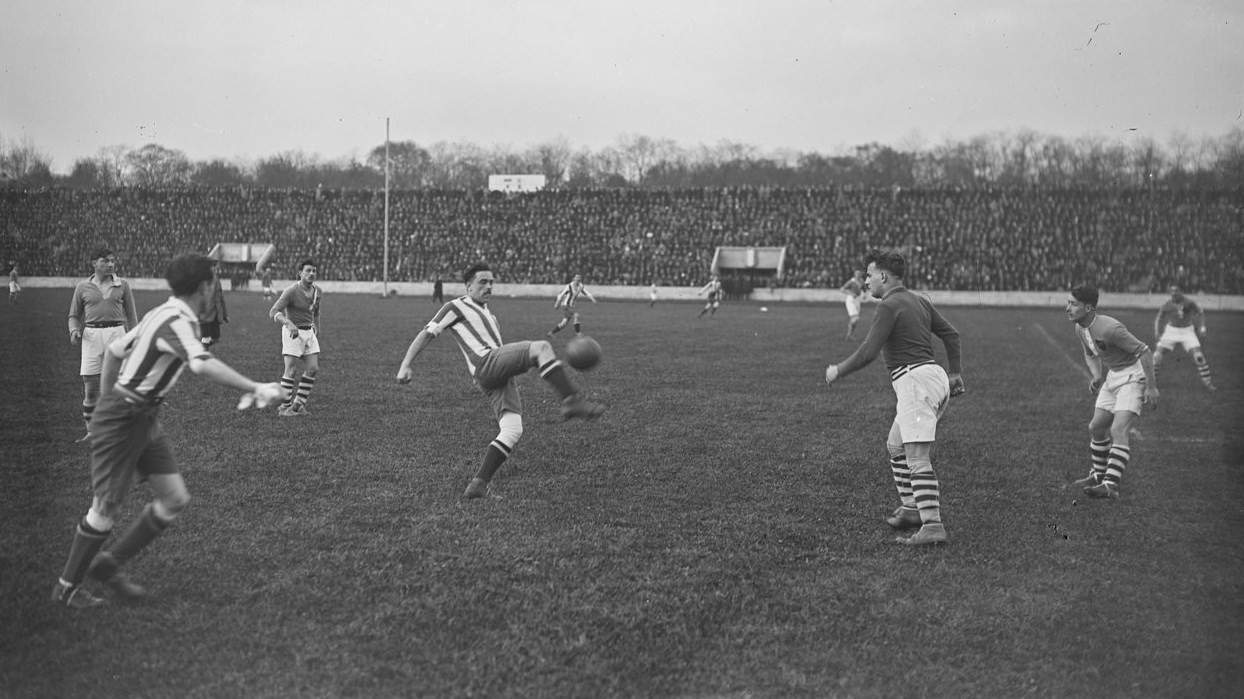
Spielszene eines Derbys zwischen Red Star und Olympique Paris (1923)

Nachdem der Fußball im Pariser Westen Fuß gefasst hatte, breitete er sich schnell über die ganze Stadt aus. 1895 entstand Olympique Pantin im am nordöstlichen Stadtrand gelegenen Pantin (Meister der LFA 1916 und Pokalsieger 1918), ein Jahr später der Gallia Club (der Verein gewann 1905 die Meisterschaft der USFSA) und um die Jahrhundertwende wurde Patronage Olier (diverse Titelgewinne zwischen 1908 und 1914 in der von der FGSPF organisierten Meisterschaft) als Verein einer katholischen Kirchengemeinde im 14. Arrondissement im Süden von Paris ins Leben gerufen.
Eine der gesellschaftlich und auch sporthistorisch bedeutendsten Vereinsgründungen außerhalb des 16. Arrondissements erfolgte jedoch 1897 im Quartier du Gros-Caillou im 7. Arrondissement mit dem Red Star FC. Auf einer Rasenfläche des unmittelbar neben dem Eiffelturm gelegenen Champ de Mars im selben Quartier wurden auch die ersten Heimspiele ausgetragen. Die „goldene Epoche“ des Red Star FC waren die 1920er Jahre, als er viermal den französischen Pokalwettbewerb gewann. Zu jener Zeit war der Verein allerdings bereits im nördlich an Paris grenzenden Industrievorort Saint-Ouen beheimatet, in dem er seit 1910 residiert. Obwohl der Verein zwischenzeitlich bis in die sechste Liga abgestürzt war (gegenwärtig spielte er allerdings wieder in der zweiten Liga und hat in der Saison 2015/16 nur knapp den Aufstieg in die Ligue 1 verpasst) und in den letzten Jahren ein entsprechend mageres Besucheraufkommen hatte, gilt er noch immer als einer der populärsten Vereine von Paris, der bei attraktiven Gegnern (48.000 gegen AS Saint-Étienne in der Zweitliga-Saison 1998/99 und 50.000 in einem Pokalspiel der Saison 2011/12 gegen Olympique Marseille) im dann benötigten Nationalstadion im benachbarten Saint-Denis entsprechend hohe Besucherzahlen vorweisen kann.
Red Star wäre sowohl in Bezug auf seine potenziell vorhandene Anhängerschaft, die sich vorwiegend aus dem Pariser Norden rekrutiert, als auch hinsichtlich seiner zuletzt positiven sportlichen Entwicklung (einziger Pariser Zweitligist in der Saison 2016/17) der geeignetste Verein, um zumindest eine kleine lokale Gegenposition zum derzeit übermächtigen PSG aufzubauen.
Ein weiterer (ehemals großer) Verein des Pariser Fußballs ist der bereits 1882 von Schülern des im 9. Arrondissement gelegenen Lyzeums Condorcet gegründete Racing Club, dessen Fußballabteilung 1896 ins Leben gerufen wurde. Racing bezog bereits 1885 seine im Bois de Boulogne (16. Arrondissement) gelegene Sportstätte Croix-Catelan und später das Stade Olympique Yves-du-Manoir im Pariser Industrievorort Colombes, nordwestlich von Paris und nördlich des Bois de Boulogne gelegen. Der Racing Club war in der Saison 1935/36 der erste Pariser Verein, der die französische Profifußballmeisterschaft gewinnen konnte. Außerdem ist er der einzige Hauptstadtverein, dem dies neben dem PSG gelang.

## Die französische Fußballmeisterschaft

### Amateurepoche
Die erste Fußballmeisterschaft in Frankreich wurde 1893/94 ausgetragen und von der USFSA veranstaltet. In den ersten fünf Jahren beschränkte die Meisterschaft sich auf den Pariser Großraum und ab 1898/99 kamen weitere Regionen des Landes hinzu. Die gesamtfranzösische Meisterschaft der USFSA wurde nur gelegentlich von einem Pariser Verein gewonnen: 1900/01 vom Standard AC (der auch vier der ersten fünf Pariser Stadtmeisterschaften gewonnen hatte), 1904/05 vom Gallia Club, 1906/07 vom Racing Club und während des Ersten Weltkriegs mehrfach vom CASG.
Ab 1904/05 entstanden weitere Verbände, die unabhängig von der USFSA eigene Meisterschaften austrugen. Es begann mit der Parallelmeisterschaft des katholischen Verbandes FGSPF, die in den ersten beiden Spielzeiten von Étoile des Deux Lacs gewonnen wurde. In der ersten Saison 1904/05 wurde zwischen den beiden Verbänden noch ein Gesamtsieger ausgetragen und überraschend konnte sich die „Kirchenmannschaft“ gegen den Stadtrivalen Gallia aus der größeren und spielstärkeren USFSA durchsetzen.
Ab der Saison 1906/07 schrieb der neu gegründete Dachverband Comité Français Interfédéral (CFI) mit der Trophée de France einen Wettbewerb aus, an der alle bereits bestehenden und bald neu gegründeten Verbände mit Ausnahme der USFSA teilnahmen. Die Sieger dieses Wettbewerbs kamen mit Ausnahme der letztmals in der Saison 1913/14 ausgetragenen Trophée de France ausschließlich aus Paris: je zweimal gewannen Étoile des Deux Lacs (1907 und 1912), Patronage Olier (1908 und 1910) und CA Paris (1911 und 1913) sowie einmal – allerdings kampflos (!) – die JA Saint-Ouen (1909).
Während des Ersten Weltkriegs wurden weiterhin Meisterschaften der verschiedenen Verbände und gänzlich unabhängig vom CFI ausgetragen. Die USFSA veranstaltete sogar zwei Wettbewerbe pro Jahr: die Coupe des Allies und die Coupe Nationale. In den Spielzeiten 1914/15 bis 1916/17 wurden fünf dieser sechs Turniere vom CASG Paris gewonnen. Die Turniere der LFA wurden 1916 und 1917 von Olympique Pantin, 1918 vom Club Français und 1919 von Red Star gewonnen. Étoile des Deux Lacs war 1916 im Turnier der FGSPF erfolgreich, UA 20e Paris gewann im selben Jahr die Meisterschaft der FCAF und 1917 holte die AS Française die Coupe Interfédérale.
Nachdem zwischen 1919/20 und 1925/26 keine nationalen Meisterschaften ausgetragen worden waren, gewannen 1926/27 der CA Paris und 1927/28 Stade Français die französische Fußballmeisterschaft.

### Profiepoche
In der Saison 1932/33 startete die französische Profifußballmeisterschaft mit 20 Vereinen, von denen vier aus Paris kamen: der Racing Club, der Club Français, Red Star und Cercle Athlétique. Um die Liga 1933/34 auf 14 Vereine zu verkleinern, stiegen gleich sechs Mannschaften ab, darunter Red Star und der Club Français, der sich bald darauf aufgrund finanzieller Probleme auflöste. Ein Jahr später stieg auch Cercle Athlétique ab, während Red Star der unmittelbare Wiederaufstieg gelang. In den nächsten vier Spielzeiten vertraten Racing und Red Star die Hauptstadt in der höchsten Spielklasse und in der Saison 1935/36 gewann Racing – als erster und einziger Hauptstadtverein im Profifußball vor dem Auftauchen des heute in Paris übermächtigen PSG – die französische Fußballmeisterschaft.
Gab es im Paris der 1930er Jahre die beständigste Rivalität zwischen Racing und Red Star, so kam in den späten 1940er Jahren als dritter Verein Stade Français hinzu und entwickelte sich in den frühen 1950er sowie später noch einmal in den frühen 1960er Jahren zum Hauptrivalen von Racing, während Red Star zwischen 1948 und 1965 nicht erstklassig spielte, aber die Hauptstadt zwischen 1967 und 1971 allein in der höchsten Spielklasse vertrat. In der Saison 1971/72 tauchte dann erstmals der PSG in der ersten Liga auf, wurde aber bereits ein Jahr später am grünen Tisch durch den Paris FC ersetzt. Der PSG schaffte aber bereits 1974 die Rückkehr in die höchste Spielklasse und hatte sich dann nur noch kurzzeitig mit direkt wieder absteigenden Konkurrenten aus der eigenen Stadt (Red Star 1974/75 und Paris FC 1978/79) „herumzuplagen“, bevor in den 1980er Jahren sich noch einmal der Racing Club anschickte, den PSG zu „ärgern“. Nachdem dieser aber am Ende der Saison 1989/90 absteigen musste, gab es für den PSG keinen Konkurrenten mehr aus der eigenen Stadt in der höchsten Spielklasse.

#### Übersicht der Pariser Vereine in der höchsten Spielklasse
Die nachstehende Tabelle zeigt, welche Pariser Vereine in welcher Saison erstklassig spielten. Es gab keine einzige Saison, in der nicht zumindest ein Hauptstadtverein in der höchsten Spielklasse vertreten war. Wenn zwei oder mehrere Vereine in der ersten Liga spielten, werden auch die Derbyergebnisse genannt. Dabei ist die in der Abschlusstabelle der jeweiligen Saison besser platzierte Mannschaft stets zuerst genannt. Aus Sicht der erstgenannten Mannschaft bildet das erste Ergebnis das Heimspiel und das zweite Ergebnis das Auswärtsspiel ab. Lediglich in der Eröffnungssaison 1932/33 waren vier Pariser Vereine in der ersten Liga vertreten. Sie spielten jedoch nicht alle gegeneinander, weil die Liga zu jener Zeit noch in zwei Staffeln unterteilt war. Die Spielzeiten 1939/40 bis 1944/45 haben keinen offiziellen Status und bleiben daher unberücksichtigt.
| Saison       | Pariser Vereine                                          | Pariser Derbys                                                                                            | Anmerkungen |
| ------------ | -------------------------------------------------------- | --- | --- |
| 1932/33      | Racing Club, CA Paris, Red Star Olympique, Club Français | Racing Club – Club Français 4:1, 5:5 CA Paris – Red Star 2:2, 4:3                                         | Red Star und Club Français steigen ab. |
| 1933/34      | Racing Club, CA Paris                                    | Racing Club – CA Paris 4:1, 4:1                                                                           | CA Paris steigt ab und Red Star auf. |
| 1934/35      | Racing Club, Red Star Olympique                          | Racing Club – Red Star 2:2, 2:1                                                                           | |
| 1935/36      | Racing Club, Red Star Olympique                          | Racing Club – Red Star 4:1, 4:1                                                                           | Der Racing Club gewinnt seine einzige Profimeisterschaft. |
| 1936/37      | Racing Club, Red Star Olympique                          | Racing Club – Red Star 4:2, 0:2                                                                           | |
| 1937/38      | Racing Club, Red Star Olympique                          | Racing Club – Red Star 4:1, 4:1                                                                           | Red Star steigt zum zweiten Mal ab. |
| 1938/39      | Racing Club                                              | | Erstmals ist Paris nur mit einer Mannschaft in der ersten Liga vertreten. |
| 1945/46      | Racing Club, Red Star Olympique                          | Racing Club – Red Star 1:0, 1:0                                                                           | Stade Français steigt auf. |
| 1946/47      | Stade Français, Red Star Olympique, Racing Club          | Stade Français – Red Star 0:1, 0:2 Stade Français – Racing Club 2:2, 2:4, Red Star – Racing Club 1:3, 2:1 | Erstmals seit der Eröffnungssaison vertreten wieder mehr als zwei Mannschaften die Hauptstadt in der ersten Liga.                                                              |
| 1947/48      | Stade Français, Racing Club, Red Star Olympique          | Stade Français – Racing Club 1:0, 1:5 Stade Français – Red Star 4:0, 7:0, Racing Club – Red Star 2:1, 3:1 | Red Star steigt zum dritten Mal ab. |
| 1948/49      | Racing Club, Stade Français                              | Racing Club – Stade Français 4:0, 0:1                                                                     | |
| 1949/50      | Racing Club, Stade Français                              | Racing Club – Stade Français 2:1, 1:2                                                                     | |
| 1950/51      | Racing Club, Stade Français                              | Racing Club – Stade Français 1:1, 3:0                                                                     | |
| 1951/52      | Racing Club                                              | | |
| 1952/53      | Stade Français, Racing Club                              | Stade Français – Racing Club 5:0, 2:2                                                                     | Der Racing Club als einziges noch verbliebenes Pariser Gründungsmitglied der Profiliga steigt erstmals ab.                                                                     |
| 1953/54      | Stade Français                                           | | Stade Français steigt ab und der Racing Club auf. |
| 1954/55      | Racing Club                                              | | |
| 1955/56      | Racing Club                                              | | |
| 1956/57      | Racing Club                                              | | |
| 1957/58      | Racing Club                                              | | |
| 1958/59      | Racing Club                                              | | Stade Français kehrt in die erste Liga zurück. |
| 1959/60      | Racing Club, Stade Français                              | Racing Club – Stade Français 1:1, 3:3                                                                     | |
| 1960/61      | Racing Club, Stade Français                              | Racing Club – Stade Français 3:1, 3:3                                                                     | |
| 1961/62      | Racing Club, Stade Français                              | Racing Club – Stade Français 3:1, 0:2                                                                     | |
| 1962/63      | Racing Club, Stade Français                              | Racing Club – Stade Français 0:2, 2:1                                                                     | |
| 1963/64      | Stade Français, Racing Club                              | Stade Français – Racing Club 2:3, 2:3                                                                     | Der Racing Club steigt zum zweiten Mal ab. |
| 1964/65      | Stade Français                                           | | Red Star kehrt in die erste Liga zurück. |
| 1965/66      | Stade Français, Red Star                                 | Stade Français – Red Star 1:1, 5:1                                                                        | Red Star steigt zum vierten Mal ab. |
| 1966/67      | Racing Paris-Sedan, Stade Paris FC                       | RC Paris-Sedan – Stade Français 0:0, 1:1                                                                  | Der Racing Club tritt in einer Spielgemeinschaft mit UA Sedan-Torcy auf und Stade Français benennt sich in Stade Paris FC um und steigt am Saisonende ab. Red Star steigt auf. |
| 1967/68      | Red Star                                                 | | Für die nächsten vier Spielzeiten ist Red Star der einzige Pariser Erstligist.                                                                                                 |
| 1968/69      | Red Star                                                 | | |
| 1969/70      | Red Star                                                 | | |
| 1970/71      | Red Star                                                 | | |
| 1971/72      | Paris Saint-Germain, Red Star                            | PSG – Red Star 4:1, 0:0                                                                                   | PSG wird wegen Verstoßes gegen die Verbandsrichtlinien in die dritte Liga strafversetzt und durch den Paris FC ersetzt.                                                        |
| 1972/73      | Paris FC, Red Star                                       | Paris FC – Red Star 3:0, 3:2                                                                              | Red Star steigt bereits zum fünften Mal ab. |
| 1973/74      | Paris FC                                                 | | Der Paris FC steigt ab, PSG und Red Star kehren in die erste Liga zurück. |
| 1974/75      | Paris Saint-Germain, Red Star                            | PSG – Red Star 2:0, 1:1                                                                                   | Red Star steigt zum sechsten und bisher letzten Mal ab. |
| 1975/76      | Paris Saint-Germain                                      | | Der PSG ist erstmals, wie seit 1990 dauerhaft, ohne Stadtrivalen in der ersten Liga.                                                                                           |
| 1976/77      | Paris Saint-Germain                                      | | |
| 1977/78      | Paris Saint-Germain                                      | | |
| 1978/79      | Paris Saint-Germain, Paris FC                            | PSG – Paris FC 2:2, 1:1                                                                                   | Der Paris FC steigt zwar unmittelbar wieder ab, bleibt gegen den PSG ohne Niederlage.                                                                                          |
| 1979/80      | Paris Saint-Germain                                      | | |
| 1980/81      | Paris Saint-Germain                                      | | |
| 1981/82      | Paris Saint-Germain                                      | | |
| 1982/83      | Paris Saint-Germain                                      | | |
| 1983/84      | Paris Saint-Germain                                      | | Der Racing Club steigt auf. |
| 1984/85      | Paris Saint-Germain, Racing Club                         | PSG – Racing Club 2:2, 1:0                                                                                | Der Racing Club steigt unmittelbar wieder ab. |
| 1985/86      | Paris Saint-Germain                                      | | Der Racing Club kehrt unmittelbar in die höchste Spielklasse zurück. |
| 1986/87      | Paris Saint-Germain, Racing Club                         | PSG – Racing Club 1:2, 1:0                                                                                | |
| 1987/88      | Matra Racing, Paris Saint-Germain,                       | Racing – PSG 2:1, 1:1                                                                                     | |
| 1988/89      | Paris Saint-Germain, Matra Racing                        | PSG – Racing 2:1, 2:0                                                                                     | |
| 1989/90      | Paris Saint-Germain, Racing Club                         | PSG – Racing Club 1:2, 2:2                                                                                | Der Racing Club steigt zum vierten und bisher letzten Mal ab. |
| 1990/91      | Paris Saint-Germain                                      | | von 1990/91 bis 2025 ist PSG der einzige Pariser Verein in der höchsten Spielklasse Frankreichs.                                                                               |
| seit 2025/26 | Paris Saint-Germain, Paris FC                            | | 2025/26 ist Paris FC in die höchsten Spielklasse Frankreichs aufgestiegen. |

## Pokalwettbewerbe

### Pariser Mannschaften
Der erste bedeutende Pokalwettbewerb in Frankreich war die Coupe Manier, die zwischen 1896/97 und 1909/10 ausgetragen und ausschließlich von Pariser Mannschaften gewonnen wurde. Erfolgreichster Verein mit sechs Titeln war der Club Français, der den Pokal zunächst fünfmal in Folge (1897 bis 1901) und danach noch einmal (1903) gewann.
Die in der Saison 1917/18 erstmals ausgetragene Coupe de France wurde anfangs auch von Pariser Vereinen dominiert und verblieb bis 1923 in der Hauptstadt, nachdem Red Star den Pokal zwischen 1921 und 1923 dreimal in Folge gewonnen hatte. In den 1930er und 1940er Jahren gewann der Racing Club den Pokal insgesamt fünfmal und liegt somit in der Erfolgsskala gleichauf mit Red Star, der den Pokal noch zweimal in den Jahren 1928 und 1942 gewann. Erfolgreichster Pariser Verein ist mittlerweile allerdings der PSG, der den Pokal erstmals 1982 gewann, bisher (Stand 2016) aber bereits zehnmal erfolgreich war und somit mit dem bisherigen Rekordsieger Olympique Marseille gleichzog.

### Pariser Stadien
Bisher wurden sämtliche Pokalfinals im Großraum Paris ausgetragen. Das erste Pokalfinale 1918 fand im Stade de la Légion Saint-Michel im 15. Arrondissement zwischen Olympique de Pantin und dem FC Lyon (3:0) statt. Nachdem das Finale 1919 im Parc des Princes ausgetragen wurde, das später noch gelegentlich und zwischen 1972 und 1997 ständiger Austragungsort der Pokalfinals war, fand das Finale 1920 im Stade Bergeyre im 19. Arrondissement statt. Die drei Finalbegegnungen zwischen 1921 und 1923, die alle von Red Star gewonnen wurden, wurden im Stade Pershing im 12. Arrondissement ausgetragen und ab 1924 fand das Pokalfinale bis auf wenige Ausnahmen, in denen der Parc des Princes (sowie 1941 das Stade Municipal in Saint-Ouen) Austragungsort war, im Stade Olympique Yves-du-Manoir von Colombes statt. Seit 1998 ist das Stade de France Spielort sämtlicher Pokalfinals.
Das Stade Pershing war in den ersten Jahren nach dem Ersten Weltkrieg häufig auch Heimspielstätte der französischen Fußballnationalmannschaft.
Das Stade Olympique Yves-du-Manoir war Hauptveranstaltungsort der Olympischen Sommerspiele 1924 und Finalaustragungsort der Fußball-Weltmeisterschaft 1938. Insgesamt wurden bei der WM 1938 jeweils drei Spiele im Stade Olympique Yves-du-Manoir und im Parc des Princes bestritten. Bis in die 1970er Jahre war das Stadion in Colombes häufig Spielstätte der französischen Fußballnationalmannschaft und zudem bis zur Erweiterung des Parc des Princes in Paris 1972 das größte Stadion des Landes.
Während des nächsten Vierteljahrhunderts war der Parc des Princes das wichtigste Stadion im Großraum Paris und regelmäßige Heimspielstätte der Nationalmannschaft. Es ist das einzige Stadion im Großraum Paris, das Spielstätte aller großen internationalen Turniere der Nationalmannschaften war. Neben der WM 1938 war es auch Spielstätte der Fußball-Weltmeisterschaft 1998 sowie der Fußball-Europameisterschaften von 1960, 1984 und 2016. Bei den Europameisterschaften 1960 und 1984 war es die einzige Spielstätte im Großraum Paris und zudem Austragungsort der Finals. Somit war es 1984 der Ort, an dem die französische Nationalmannschaft (2:0 gegen Spanien) ihren ersten wichtigen Titel gewann. In den beiden nächsten großen Turnieren (WM 1998 und EM 2016) war der Parc des Princes im Großraum Paris allerdings nur noch „zweite Wahl“.
So war es unter anderem Austragungsort des Spiels um den dritten Platz bei der WM 1998, während das neue „Nationalstadion“ Stade de France Austragungsort des Finals war, bei dem Frankreich (3:0 gegen Brasilien) zum ersten und bisher einzigen Mal Fußball-Weltmeister wurde. Auch bei der EM 2016 war das Stade de France Spielort des Finals, das Frankreich gegen Portugal verlor.
Des Weiteren waren sowohl der Parc des Princes als auch das Stade de France bereits mehrfach Austragungsort von Europapokal-Endspielen. So fand im Parc des Princes unter anderem das Finale des erstmals durchgeführten Europapokals der Landesmeister statt und auch das Stade de France war bereits zweimal Endspielstätte des inzwischen in UEFA Champions League umbenannten Wettbewerbs.

## Übersicht der wichtigsten Pariser Vereine
| Verein               | Gründung1     | Ort | Ligue 1 | Wichtigste Erfolge | Bemerkungen |
| -------------------- | ------------- | --- | --- | --- | --- |
| Cercle Athlétique    | 1892 (N 1906) | Paris (12. Arrondissement) | 1932/33–1933/34 | Sieger der Coupe Manier in den Jahren 1902 (als Nationale de Saint-Mandé), 1905 und 1906 (als FC Paris) und 1907 (als CA Paris). Trophée de France: 1911 und 1913, Championat de France: 1927, Pokalsieger: 1920 | Der erste Vorgängerverein des CAP entstand 1892 mit Nationale de Saint-Mandé, dessen Fußballabteilung 1896 ins Leben gerufen wurde. 1904 benannte sich die inzwischen vom Hauptverein abgespaltete Fußballmannschaft in FC Paris um und 1906 mündete eine Fusion in Cercle Athlétique de Paris. |
| CASG                 | 1903          | Paris (16. Arrondissement) | Fehlanzeige | Pokalsieger: 1919 und 1925 | Der Verein entstand als Betriebssportverein der Großbank Société Générale, wodurch er auch seinen Spitznamen (Die Bankiers) erhielt. Bei Einführung des Profifußballs behielt er den Amateurstatus bei, weshalb er den Anschluss verlor.                                                        |
| Club Français        | 1892 (A 1940) | Paris (15. Arrondissement) | 1932/33 | Meister der USFSA: 1896, Coupe Manier: 1897, 1898, 1899, 1900, 1901, 1903, Meister der LFA: 1918, Pokalsieger: 1931                                                                                              | Die Gründung erfolgte von Schülern zweier Schulen aus dem 8. und dem 16. Arrondissement. Der Verein vertrat Frankreich beim olympischen Fußballturnier 1900 und stand nur Franzosen offen. |
| Étoile des Deux Lacs | 1898          | Paris (16. Arrondissement) | Fehlanzeige | Französischer Meister: 1905, Trophée de France: 1907 und 1912 | |
| Gallia Club          | 1896 (A 1926) | Paris (12. Arrondissement) | Fehlanzeige | Meister der USFSA: 1905, Coupe Manier: 1904 | |
| Olympique            | 1895 (A 1926) | Pantin | Fehlanzeige | Meister der LFA: 1916, Coupe Manier: 1918, Pokalsieger: 1918 | Der Verein war in Pantin am nordöstlichen Stadtrand von Paris beheimatet und fusionierte 1926 mit Red Star zu Red Star Olympique. |
| Paris FC             | 1969          | Paris (13. Arrondissement) | 1972/73–1973/74, 1978/79                                                                                              | Fehlanzeige | Die Anfänge des Vereins sind eng mit dem anderen Pariser „Retortenverein“ PSG (unten) verbunden. |
| PSG                  | 1970          | Paris (16. Arrondissement) | 1971/72, seit 1974/75                                                                                                 | Meister: 1986, 1994, 2013, 2014, 2015, 2016. Pokalsieger: 1982, 1983, 1993, 1995, 1998, 2004, 2006, 2010, 2015, 2016. Europapokal der Pokalsieger: 1996                                                          | Die Anfänge des Vereins sind eng mit dem anderen Pariser „Retortenverein“ Paris FC (oben) verbunden. |
| Patronage Olier      | 1899          | Paris (14. Arrondissement) | Fehlanzeige | Trophée de France: 1908 und 1910 | |
| Racing Club          | 1882 (F 1896) | Colombes | 1932/33–1952/53, 1954/55–1963/64, 1966/67 (Spielgemeinschaft mit Sedan), 1984/85, 1986/87–1989/90                     | Meister: 1936. Pokalsieger: 1936, 1939, 1940, 1945 und 1949. Meister der USFSA: 1907 | Der Verein wurde von Schülern des Lycée Condorcet im 9. Arrondissement gegründet und bezog seine erste eigene Sportstätte 1885 im 16. Arrondissement. |
| Red Star             | 1897          | Saint-Ouen | 1932/33, 1934/35–1937/38, 1945/46–1947/48, 1965/66, 1971/72–1972/73, 1974/75                                          | Pokalsieger: 1921, 1922, 1923, 1928 und 1942. Coupe Manier: 1909 | Gegründet wurde der Verein von Jules Rimet, der von 1921 bis 1954 FIFA-Präsident war und nach dem die von 1930 bis 1970 ausgespielte WM-Trophäe benannt war. |
| Stade Français       | 1883 (F 1900) | Paris (16. Arrondissement) | 1946/47–1950/51 (1948/49 und 1949/50 als Spielgemeinschaft Stade Français Red Star), 1952/53–1953/54, 1959/60–1966/67 | Pariser Stadtmeister der USFSA: 1909, Championat de France: 1928 | Die Vereinsgründung erfolgte im 6. Arrondissement. |
| Standard AC          | 1892          | ursprünglich im 16. Arrondissement beheimatet, residiert der Verein seit 1922 im südwestlich von Paris gelegenen Vorort Meudon | Fehlanzeige | Meister der USFSA: 1894, 1895, 1897, 1898, 1901 | Als einer der ältesten reinen Fußballvereine der französischen Hauptstadt wurde Standard von im Pariser Raum lebenden Briten gegründet. Bei Einführung der ersten Meisterschaft (USFSA) avancierte er zum ersten Serienmeister.                                                                 |
| White Rovers         | 1891 (A 1899) | Courbevoie | Fehlanzeige | Vizemeister der USFSA: 1984, 1895, 1896 und 1897 | Als einer der ältesten reinen Fußballvereine der französischen Hauptstadt wurden die White Rovers von im Pariser Raum lebenden Briten gegründet, aber bereits 1899 wieder aufgelöst. |

1 Als Gründungsjahr wird stets die Gründung des Vereins an sich genannt. Handelt es sich um einen Sportverein, in dem erst später eine Fußballabteilung ins Leben gerufen wurde, wird das Jahr der entsprechenden Gründung in Klammern mit dem Zusatz F (für Fußballabteilung) hinzugefügt. Besteht der Verein nicht mehr, wird das Jahr der Auflösung in Klammern mit dem Zusatz A (für Auflösung) hinzugefügt. Wurde der Verein unter einem anderen Namen gegründet oder entstand er aufgrund einer Fusion, so wird das Jahr der Erstgründung genannt und in Klammern unter N (für den heutigen Namen) das Jahr hinzugefügt, in dem der Verein seinen heutigen Namen erhielt. Dies betrifft zum Beispiel den CA Paris, dessen erster Vorgängerverein Nationale de Saint-Mandé 1892 gegründet wurde (Fußballabteilung 1896) und aus dem zunächst der FC Paris wurde, bevor durch eine 1906 herbeigeführte Fusion Cercle Athlétique entstand. Kleinere (und meist nur vorübergehende) Namensänderungen, wie zum Beispiel von Racing Club in Matra Racing, AS Red Star in Red Star FC oder Stade Français in Stade de Paris bleiben dagegen der besseren Übersichtlichkeit wegen unberücksichtigt.